# サノ☆ユタカ
サノ☆ユタカ（さの ゆたか、1966年 - ）は、日本のCMディレクター。

## 人物
1966年東京都出身。1991年慶應義塾大学経済学部を卒業し、株式会社ライトパブリシティ入社、1997年退社。1998年ダブルシックスプロダクションを設立。多くのCMやPV等を手がける。
2007年東京ADC賞受賞、他受賞多数。

## CM
- キユーピー 「キユーピーハーフ」 （1994年～）
- キヤノン EOS KIDS digital （2005年）
- 本田技研工業 企業 「ASIMO Circle」篇（2005年 出演 ASIMO）
- カネボウ「SALA」（2006年 出演 沢尻エリカ）
- 富士ゼロックス「STEP IN 知的フィールド」（2006年）
- 本田技研工業「オデッセイ」（2006年 出演 ユマ・サーマン）
- サントリー「ジョッキ生」（2007年 出演 所ジョージ）
- 資生堂「エリクシール」（2008年～ 出演 小泉今日子・瀬戸朝香・吹石一恵）
- 富士フイルム 企業 「救急医療とFUJI FILM」篇 （2008年）

ほか

## PV
- Tommy february6「EVERYDAY AT THE BUS STOP」

ほか

## ショートムービー
- 「MILD BUNCH」（出演:今井雅之 石田純一 東幹久 山本太郎）